# Dongzhao (sockenhuvudort i Kina, Shanxi Sheng, lat 37,69, long 112,85)
Dongzhao är en sockenhuvudort i Kina. Den ligger i provinsen Shanxi, i den norra delen av landet, omkring 32 kilometer sydost om provinshuvudstaden Taiyuan. Antalet invånare är 11 184. Befolkningen består av 5 262 kvinnor och 5 922 män. Barn under 15 år utgör 15,0 %, vuxna 15-64 år 71 %, och äldre över 65 år 13,0 %.
Runt Dongzhao är det tätbefolkat, med 459 invånare per kvadratkilometer. Närmaste större samhälle är Yuci, 10,3 km väster om Dongzhao. Trakten runt Dongzhao består till största delen av jordbruksmark.
Genomsnittlig årsnederbörd är 630 millimeter. Den regnigaste månaden är juli, med i genomsnitt 205 mm nederbörd, och den torraste är december, med 3 mm nederbörd.